# Ndidi O
Ndidi Onukwulu, dite Ndidi O, est une chanteuse canadienne d'origine nigériane. Son style de musique se situe entre le pop-folk, le blues ou encore le gospel. Elle a enregistré cinq albums.

## Biographie

### Carrière solo
Ndidi O commence sa carrière en chantant dans de petites salles au Canada et à New York. Elle interprète des reprises d'artistes comme Bessie Smith et John Lee Hooker avant de se lancer dans la composition. 
À Toronto, Ndidi O prend part à différents projets musicaux et chante notamment avec le groupe électro Stop Die Resuscitate. En 2006, elle enregistre l'album No, I Never avec le guitariste Madagascar Slim. The Contradictor, sorti en 2008, est nommé pour un prix Juno dans la catégorie « meilleur album solo de musique roots et traditionnelle ». La chanteuse est récompensée lors de la  10e cérémonie des Maple Blues Awards dans la catégorie « New Artist of the Year ». Move Together est édité en Europe par le label français Naïve Records. Il comprend des titres de ses albums précédents, ainsi que de nouvelles chansons.
Dark Swing, son 5e album, sort en 2014.

### Collaborations
Avec Brisa Roché et Rosemary Standley, elle fait partie du trio Lightnin 3 qui enregistre l'album Morning, Noon & Night en 2012.

## Discographie

### Albums

#### Ndidi O
- 2006 : No, I Never (Jericho Beach Music)
- 2008 : The Contradictor (Jericho Beach Music)
- 2009 : Move Together (Naïve Records)
- 2011 : The Escape (Emarcy)
- 2014 : Dark Swing (Emarcy/Universal)

#### The Lightnin 3
- 2012 : Morning, Noon & Night (True Velvet Records)